# Duke Lemur Center
Duke Lemur Center est un sanctuaire de 34 hectares pour les primates prosimiens menacés d'extinction, le plus grand en son genre au monde. Il est situé à Durham, en Caroline du Nord, et affilié à l'université Duke.